# 4-羟基-2-壬烯醛
4-羟基-2-壬烯醛（英語：4-hydroxy-2-nonenal，或4-Hydroxynonenal，缩写4-HNE或HNE）是一种α,β-不饱和烯醛，是细胞脂质过氧化的主要不饱和烯醛产物，1991年由Esterbauer发现。